# Lista de prefeitos de Recursolândia
Esta é a lista de prefeitos do município de Recursolândia, estado brasileiro do Tocantins.
| Nº | Nome                                                                 | Imagem                                       | Partido                                      | Vice-prefeito e partido              | Início do mandato      | Fim do mandato                          | Observações                                  |
| 1  | Mário Alves Cortez (12.09.1944–Palmas, 10.05.2010)                   |                                              | Partido da Frente Liberal PFL                | Maria do Socorro Carneiro (PPR)      | 1° de janeiro de 1993  | 1996                                    | Prefeito eleito em sufrágio universal        |
| 2  | João Carlos Machado de Sousa (Pedro Afonso, 01.04.1958–)             |                                              | Sem partido                                  | Não aplicável                        | 1996                   | 31 de dezembro de 1996                  | Interventor nomeado pelo Governador estadual |
| 3  | Carlos Alberto Barbosa da Silva (Tocantinópolis, data desconhecida–) |                                              | Partido Progressista Brasileiro PPB          | Amitas Tavares de Sales (PSDB)       | 1° de janeiro de 1997  | 31 de dezembro de 2000                  | Prefeito eleito em sufrágio universal        |
| 4  | Antonio Tavares de Sales (Itacajá, 14.07.1946–)                      |                                              | Partido da Social Democracia Brasileira PSDB | Mário Alves Cortez (PFL)             | 1° de janeiro de 2001  | 31 de dezembro de 2004                  | Prefeito eleito em sufrágio universal        |
| 4  | Antonio Tavares de Sales (Itacajá, 14.07.1946–)                      | Partido da Social Democracia Brasileira PSDB | Nadi Pinheiro de Sousa Teixeira (PSDB)       | 1° de janeiro de 2005                | 31 de dezembro de 2008 | Prefeito reeleito em sufrágio universal |                                              |
| 5  | Francisco Alves da Silva (Porto Velho-RO, 08.12.1976–)               |                                              | Partido da República PR                      | Nadi Pinheiro de Sousa Teixeira (PV) | 1° de janeiro de 2009  | 31 de dezembro de 2012                  | Prefeito eleito em sufrágio universal        |
| 5  | Francisco Alves da Silva (Porto Velho-RO, 08.12.1976–)               | Partido Social Democrático PSD               | João Carlos Machado de Sousa (PMDB)          | 1° de janeiro de 2013                | 31 de dezembro de 2016 | Prefeito reeleito em sufrágio universal |                                              |
| 6  | Nadi Pinheiro de Sousa Teixeira (Itacajá, 26.07.1968–)               |                                              | Partido Verde PV                             | Antônio Neto Bastos de Araújo (PTN)  | 1° de janeiro de 2017  | 31 de dezembro de 2020                  | Prefeito eleito em sufrágio universal        |
| 7  | Carlos Vinícius Barbosa da Silva (Tocantinópolis, 24.02.1987–)       |                                              | Movimento Democrático Brasileiro MDB         | Domingos Pereira da Silva (PT)       | 1° de janeiro de 2021  | 31 de dezembro de 2024                  | Prefeito eleito em sufrágio universal        |
| 7  | Carlos Vinícius Barbosa da Silva (Tocantinópolis, 24.02.1987–)       | Republicanos REP                             | Nilter Rocha Nunes (PSDB)                    | 1° de janeiro de 2025                | Atualidade             | Prefeito reeleito em sufrágio universal |                                              |